# Ruth Amiran
Ruth Amiran (hebreo: רות עמירן; n. 1914 - 14 de diciembre de 2005) fue una arqueóloga israelí cuyo libro Ancient Pottery of the Holy Land: From Its Beginnings in the Neolithic Period to the End of the Iron Age (Cerámica antigua de la Tierra Santa: de sus principios en el periodo Neolítico hasta el final de la Edad de Hierro), publicado en 1970, sigue siendo una referencia imprescindible para los arqueólogos que trabajan en Israel. 

## Biografía
Nació en la Moschawa Javne'el en Galilea. Ruth Amiran fue una de las primeras estudiantes de arqueología en 1933 en la Universidad Hebrea de Jerusalén. Se graduó allí en 1939 con su tratado The Pottery of Grar de Tell Jemmeh. Más tarde, trabajó en el Departamento de Arqueología de la Universidad y también en el Departamento de Antigüedades en el Museo Arqueológico de Palestina.
Participó en las excavaciones de la ciudad de Ai, dirigidas por Judith Marquet-Krau, en Tell Gerisa, con el arqueólogo Eleazar Sukenik y en Jaffa con Philip Langstaffe Ord Guy. Más tarde colaboró con Yigael Yadin en las excavaciones de Tel Hazor. Sin embargo, sus trabajos más destacados como arqueóloga en excavaciones serían en Tell Arad junto con Yohanan Aharoni. Sus investigaciones se centraron, sobre todo, en el conocimiento del asentamiento de la Edad del Bronce Antiguo. Las excavaciones en este yacimiento arqueológico sacaron a la luz los restos de una gran ciudad fortificada con muros y torres semicirculares. La ciudad contenía un gran sistema de reservorios, un sistema de carreteras y viviendas privadas en las que Amiran identificó el hogar típico de Arad de ese período, llamándolo "el hogar de Aradi". El área también contenía edificios públicos, incluidos mercados, un palacio y unos templos gemelos. Este fue el centro urbano más importante y quizás el único en el sur del país hasta la fecha.
Ruth Amiran fue también la encargada del diseño didáctico y museográfico del Pabellón de Cerámica del Museo Eretz Israel en Tel Aviv. En 1982, Ruth Amiran recibió el Premio Israel. Falleció el 14 de diciembre de 2005 en Jerusalén a la edad de 91 años.

## Publicaciones
- The Ancient Pottery of Eretz Yisrael from its Beginnings in the Neolithic Period to the End of the First Temple. Jerusalem, Bialik Institute/Israel Exploration Society 1963.
- Ancient Pottery of the Holy Land: From Its Beginnings in the Neolithic Period to the End of the Iron Age. Jerusalem 1970. ISBN 081-350-634-4
- Early Arad 1: The Chalcolitic Settlement and Early Bronze City. First-fifth Seasons of Excavations 1962-1966. Jerusalem, Israel Exploration Society 1978.
- Early Arad 2: The Chalcolitic Settlement and Early Bronze IB Settlements and the Early Bronze II City. Sixth to Eighteenth Seasons of Excavations 1971-1978, 1980-1984.Zusammen mit Ornit Ilan. Jerusalem, Israel Exploration Society 1996. ISBN 965-221-031-5
- Archeological Survey of Israel. Tel Aviv: 1997.

## Otras lecturas
- Hess, Orna. «Ruth Amiran». Jewish Women: A Comprehensive Historical Encyclopedia. Jewish Women's Archive.

- Ornan, Tali. «Ruth Amiran 1914-2005». SBL Forum. Society of Biblical Publications.